# 冬の太陽/The World Record
「冬の太陽/The World Record」（ふゆのたいよう/ザ・ワールド・レコード）は、ストレイテナーの17枚目のシングル。2014年9月17日にユニバーサル ミュージックから発売された。

## 概要
前作「Super Magical Illusion」から約3ヶ月ぶりとなるシングル。5作目の両A面シングルであり、同年10月発売のアルバム『Behind The Scene』の先行シングルである。
限定盤には、同年7月17日にZepp DiverCity TOKYOで開催されたライブ『Super Magical Illusion Show』の映像を収録したDVD付き。

## 収録曲

### CD
（全作詞・作曲：ホリエアツシ）
1. 冬の太陽
2. The World Record
3. LIVE TRACKS from 'Super Magical Illusion Show'（BIRTHDAY 〜 Blue Sinks In Green 〜 POSTMODERN 〜 シンデレラソング）

### DVD（初回限定版のみ）
"Super Magical Illusion Show -2014.07.17 at Zepp DiverCity TOKYO-"
1. MAGIC WORDS
2. OWL
3. Blue Sinks In Green
4. イノセント
5. CLONE
6. SCARLET STARLET
7. クラッシュ
8. シンデレラソング